# هورا هورا
هورا هورا یا شیطانی دونفره (انگلیسی: Double Whoopee) فیلمی در ژانر کمدی، زوج هنری، و صامت به کارگردانی لوئیس آر. فاستر است که در سال ۱۹۲۹ منتشر شد.

## بازیگران
- استن لورل
- اولیور هاردی
- جین هارلو
- چارلی هال
- سام لافکین
- چارلی راجرز
- تاینی سندفورد
- رالف سدان
- هانس جابی